# Kobyly (Slovacchia)
Kobyly (in ungherese Lófalu, in tedesco Koberdorf o Kobildorf) è un comune della Slovacchia facente parte del distretto di Bardejov, nella regione di Prešov.

## Storia
Il villaggio viene citato per la prima volta nel 1277 quale possedimento di Otto von Biberstein. Nel 1319 passò ai Perény. Nel XIV secolo fu sede dell'omonima Signoria che sotto la dinastia degli Omodey si estese ai villaggi vicini di Kľušov, Klenov, Richvald, Šiba  e Hervartov. In quel periodo numerosi mercanti tedeschi provenienti da Bardejov si stabilirono nel villaggio. Nel XVI secolo passò ai Szapolyai e ai Bornemisza. 
Il nome del villaggio letteralmente significa "paese dei cavalli".